# 헨리 재크먼
헨리 프라이스 재크먼(영어: Henry Pryce Jackman, 1974년 ~ )은 잉글랜드의 영화 음악 작곡가이다. 대표적인 OST 담당 작품으로는 《킥 애스: 영웅의 탄생》(2010), 《엑스맨: 퍼스트 클래스》(2011), 《링컨: 뱀파이어 헌터》(2012), 《주먹왕 랄프》(2012), 《캡틴 필립스》(2013)와 《킹스맨: 시크릿 에이전트》(2015) 등이 있다.

## 영화 OST 담당
| 연도 | 제목                                                              | 감독                    | 비고                                             |
| ---- | ----------------------------------------------------------------- | ----------------------- | ------------------------------------------------ |
| 2008 | 《무시무시한 다섯 용사의 비밀》 Secrets of the Furious Five       | 라만 후이               | 한스 치머, 존 파월과 공동 단편영화               |
| 2009 | 《몬스터 vs 에이리언》                                            | 콘래드 버넌 롭 레터먼   |                                                  |
| 2010 | 《앙리 4세》 Henri 4                                              | 조 베이어               | 한스 치머와 공동                                 |
| 2010 | 《킥 애스: 영웅의 탄생》                                          | 매슈 본                 | 마리위스 더프리스, 일란 에시케리, 존 머피와 공동 |
| 2010 | 《걸리버 여행기》                                                 | 롭 레터먼               |                                                  |
| 2011 | 《곰돌이 푸》                                                     | 스티븐 J. 앤더슨 돈 홀  |                                                  |
| 2011 | 《엑스맨: 퍼스트 클래스》                                         | 매슈 본                 |                                                  |
| 2011 | 《장화 신은 고양이》                                              | 크리스 밀러             |                                                  |
| 2011 | 《하찮은 것들》 Small Fry                                         | 앵거스 매클레인         | 단편영화                                         |
| 2012 | 《맨 온 렛지》                                                    | 아스게르 레트           |                                                  |
| 2012 | 《장화 신은 고양이와 세 악동들》 Puss in Boots: The Three Diablos | 라만 후이               | 매슈 마지슨과 공동 단편영화                      |
| 2012 | 《링컨: 뱀파이어 헌터》                                           | 티무르 베크맘베토프     |                                                  |
| 2012 | 《주먹왕 랄프》                                                   | 리치 무어               |                                                  |
| 2013 | 《지.아이.조 2》                                                  | 존 M. 추                |                                                  |
| 2013 | 《디스 이즈 디 엔드》                                             | 세스 로건 에번 골드버그 |                                                  |
| 2013 | 《터보》                                                          | 데이비드 소런           |                                                  |
| 2013 | 《킥 애스 2: 겁 없는 녀석들》                                     | 제프 워들로             | 매슈 마지슨과 공동                               |
| 2013 | 《캡틴 필립스》                                                   | 폴 그린그래스           |                                                  |
| 2014 | 《캡틴 아메리카: 윈터 솔져》                                      | 앤서니 루소 조 루소     |                                                  |
| 2014 | 《빅 히어로》                                                     | 돈 홀 크리스 윌리엄스   |                                                  |
| 2014 | 《디 인터뷰》                                                     | 세스 로건 에번 골드버그 |                                                  |
| 2015 | 킹스맨: 시크릿 에이전트                                           | 매슈 본                 | 매슈 마지슨과 공동                               |
| 2015 | 《픽셀》                                                          | 크리스 콜럼버스         |                                                  |
| 2015 | 《구스범스》                                                      | 롭 레터먼               |                                                  |
| 2016 | 《캡틴 아메리카: 시빌 워》                                        | 앤서니 루소 조 루소     |                                                  |
| 2019 | 《모술》                                                          | 매튜 마이클 카나한      |                                                  |